# Les Quatre Filles du docteur March (film, 1949)

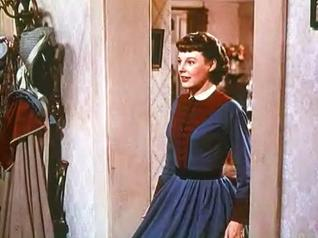
June Allyson.

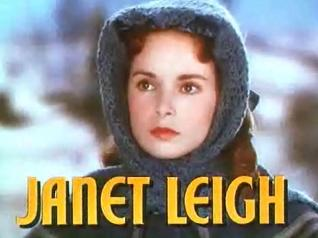
Janet Leigh.

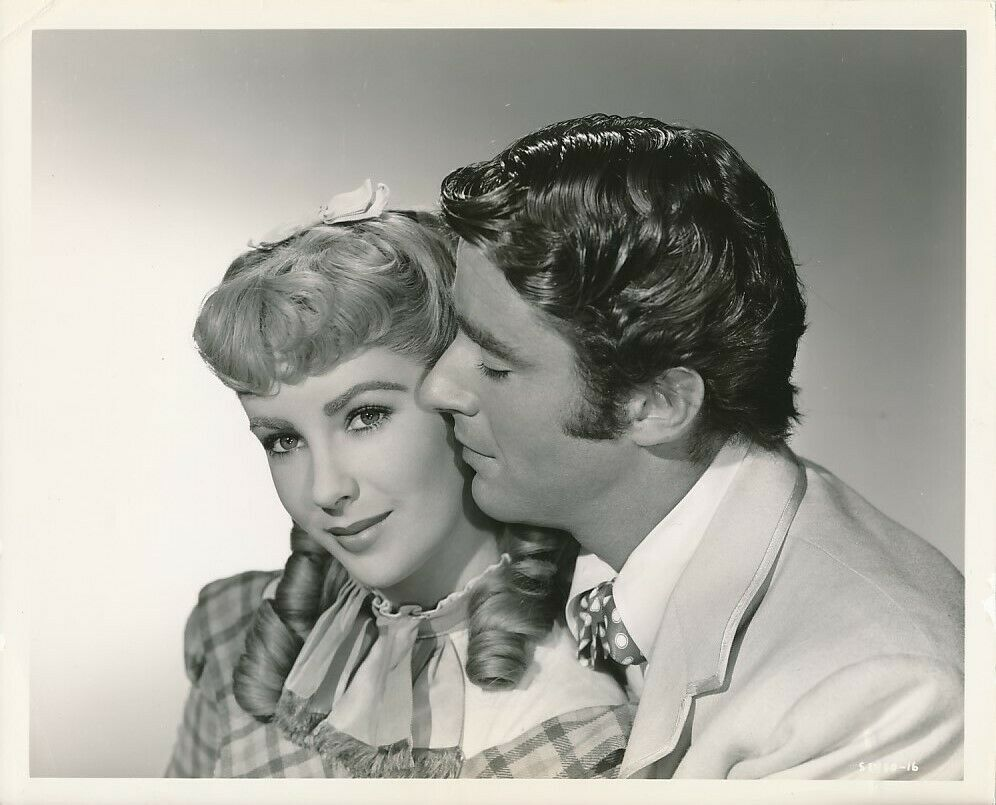
Elizabeth Taylor et Peter Lawford.

Pour les articles homonymes, voir Les Quatre Filles du docteur March (homonymie).
Pour plus de détails, voir Fiche technique et Distribution.
Les Quatre Filles du docteur March (Little Women, « Petites filles » dans le titre original) est un film américain réalisé par Mervyn LeRoy, sorti en 1949, adapté du roman éponyme de Louisa May Alcott paru en 1868.

## Synopsis
Le film raconte l'histoire de quatre jeunes filles américaines durant la guerre de Sécession, dans la petite ville de Concord : Margerite, surnommée « Meg » (Janet Leigh), Joséphine, surnommée « Jo » (June Allyson), Amy (Elizabeth Taylor) et Elizabeth, surnommée « Beth » (Margaret O'Brien). Elles vivent sur la côte Est avec leur mère et appartiennent à la classe moyenne de la société, leur père ayant perdu la fortune de la famille au profit d'un homme d'affaires sans scrupules plusieurs années plus tôt. 
Meg, conventionnelle, rêve d'une vie de famille ressemblant à celle de ses parents ; Jo, le garçon manqué et écrivain en herbe de la famille, divertit tout le monde avec ses nouvelles et ses pièces de théâtre ; Amy, ravissante et coquette, aux goûts de luxe, aime la peinture et le dessin ; Beth, gentille, douce et timide, aime la musique et joue du piano. Mais les quatre sœurs ont en commun la générosité, la gaieté, l'amour et l'admiration pour leurs parents.
Meg travaille comme gouvernante chez les King, une famille riche ; Jo doit tenir compagnie à sa tante March (Lucile Watson), une vieille dame acariâtre et ronchonne ;  Amy va à l'école, où elle se fait souvent réprimander ; Beth, trop timide pour aller à l'école, reste à la maison où elle aide Hannah (Elizabeth Patterson), la vieille servante, aux tâches ménagères et s'exerce sur le vieux piano désaccordé de la famille.
Alors que M. March (Léon Ames) sert dans l'armée de l'Union comme aumonier, Mme March (Mary Astor), affectueusement appelée « Marmee » par ses filles, maintient la famille unie et enseigne aux filles l'importance de donner aux moins fortunés qu’eux-mêmes. 
Le film commence la veille de Noël, alors que les sœurs déplorent l'absence de cadeaux. À ce moment-là, Mme March rentre à la maison, puis tante March qui offre un dollar à chacune des sœurs. Folles de joie, les quatre filles courent au magasin le plus proche : Meg s'achète un chapeau, Jo un livre, Amy des crayons de couleur et Beth des partitions. Très satisfaites de leurs achats, elles rentrent chez elles.
Mme March leur lit une lettre de leur père engageant ses filles à employer l'année à devenir meilleures. Soudain, Hannah fait irruption : Mme March doit aller aider la pauvre famille Hummel, qui habite près de chez eux, dont la mère est en train d'accoucher. Mme March part en engageant ses filles à ne pas l'attendre pour se coucher. Les sœurs s'aperçoivent alors que les pantoufles de leur mère sont très usées et décident de lui acheter chacune un cadeau : Meg lui offre des gants, Jo des bottes, Beth des pantoufles neuves et Amy une bouteille d'eau de Cologne. Elle courent au magasin, déposent leurs présents au pied du sapin de Noël et filent se coucher en apercevant leur mère qui rentre. Mme March est touchée en découvrant les cadeaux. Le lendemain, les filles acceptent de bon cœur de se priver de petit-déjeuner pour le donner aux Hummel.
La fougueuse Jo, à la recherche d'une compagnie masculine, se lie d'amitié avec Théodore Laurence surnommé Laurie (Peter Lawford), le petit-fils du voisin riche mais acariâtre, James Laurence (C. Aubrey Smith). Ce dernier, impressionné par la franchise de Jo et son effet bénéfique sur son petit-fils, invite les sœurs March à un bal costumé dans sa somptueuse maison. Au bal, Meg est courtisée par John Brooke ( Richard Stapley), le précepteur de Laurie, et Jo consent à danser avec Laurie pendant qu'Amy et Beth regardent la scène depuis l'escalier. Le comportement bourru de M. Laurence s'adoucit lors de sa rencontre avec Beth, qui lui rappelle la petite-fille bien-aimée qu'il a perdue, et lorsqu'il apprend son talent musical, il lui propose d'utiliser son piano à queue. Malgré sa timidité, la petite accepte. La belle soirée se termine sur une note amère, cependant, quand Amy et Beth entendent la snob Mme Gardiner (Isabel Randolph) et sa fille raconter des ragots à propos de Mme March, prétendant qu'elle a l'intention de marier l'une de ses filles à Laurie. Bouleversée d'entendre des étrangers parler de sa mère avec autant de méchanceté, Beth fond en larmes et les sœurs sont obligées de quitter la soirée. Dans la précipitation, Meg oublie son gant, que M. Brooke conserve avec soin. Plus tard dans la nuit, Jo demande à sa mère les projets qu'elle a formés pour elles : Mme March explique alors à sa fille qu'elle préférerait les voir mariées à des hommes pauvres mais heureuses en ménage qu'avec des hommes riches qui ne les rendront pas heureuses. Jo forme la résolution de ne jamais se marier.
De son côté, Beth profite de l'offre de M. Laurence pour aller jouer sur son beau piano tous les jours. Un jour de printemps, elle confie à Jo qu'elle a l'intention d'offrir des pantoufles au vieux monsieur pour le remercier de sa gentillesse. Jo approuve le projet de sa petite sœur et lui confie de son côté qu'elle a fini son roman et qu'elle espère le voir imprimé dans le journal. Elle sort confier son manuscrit à un éditeur et, sur le chemin du retour, bavarde avec Laurie qui lui apprend que M. Brooke a conservé le gant de Meg. Craignant qu'un mariage entre les deux jeunes gens ne rompe le lien entre les sœurs, Jo tente de décourager Meg de ses sentiments de plus en plus profonds pour M. Brooke. Laurie rentre chez lui et Meg rentre à la maison. Restée seule dans le jardin, Jo est désespérée. Au même moment, Beth rentre des courses et Jo lui demande de ne jamais quitter la famille. Soudain, les sœurs appellent Beth du salon, lui disant qu'il y a une surprise pour elle : pour la remercier des pantoufles, M. Laurence lui a offert un splendide piano qui appartenait autrefois à sa petite-fille. Bouleversée, Beth oublie sa timidité et décide d'aller remercier le vieux monsieur seule, à la surprise générale. Une fois près de lui, la petite fille tente de formuler ses remerciements, mais les mots lui manquent et, dans un élan de gratitude, elle se jette dans les bras de M. Laurence et l'embrasse. Très ému, le vieux monsieur prend Beth sur ses genoux. Désormais, tous deux deviennent de très bons amis, à tel point que l'on dirait un grand-père et sa petite-fille.
Quelques jours plus tard, Mme March reçoit un télégramme l'informant que son mari, blessé, est hospitalisé à l'hôpital militaire de Washington. Jo demande à sa riche tante March de prêter de l'argent à sa mère pour le voyage en train, mais la tante critique violemment le comportement du père des quatre filles. Indignée, Jo tourne les talons et sort. Cependant, tante March vient à la maison des quatre sœurs pour remettre l'argent à Mme March en main propre. Quelques minutes plus tard, Jo arrive avec de l'argent supplémentaire. Quand sa mère lui demande comment elle se l'est procurée, Jo explique qu'elle a vendu quelque chose qui lui appartenait et retire son chapeau : elle a coupé sa magnifique chevelure brune ! Chacun est à la fois choqué, impressionné et admiratif devant ce sacrifice. Mme March remercie sa fille et part à Washington, laissant ses filles seules avec la servante Hannah, Laurie et M. Laurence. 
Les jours passent. Petit à petit, les quatre sœurs commencent à délaisser leurs tâches respectives. Seule la charitable Beth continue d'effectuer les travaux qui lui sont assignés avec persévérance ; elle va notamment rendre visite aux Hummel, dont le bébé est malade. Un après-midi, Jo et Laurie sont dans le grenier, discutant avec animation, car le roman de Jo vient d'être publié dans le journal. Soudain, Amy les appelle d'en bas : Beth vient de rentrer de chez les Hummel, pâle et abattue. Elle explique que le bébé, atteint d'une mauvaise scarlatine, est mort dans ses bras, et que le médecin lui a conseillé de rentrer très vite pour éviter de contracter la maladie. Soudain, prise d'un malaise, Beth s'évanouit. Ses sœurs la portent dans sa chambre. Le médecin pose son diagnostic : il s'agit bien de la scarlatine. Meg et Jo, immunisées, soignent leur petite sœur, mais Amy est envoyée chez tante March, pour éviter d'attraper la scarlatine. Les semaines passent, mais l'état de Beth empire. Le médecin est formel : Mme March devrait rentrer le plus tôt possible, et si la fièvre ne tombe pas dans les heures à venir, on peut craindre le pire. Laurie informe alors Jo qu'il a envoyé un télégramme à sa mère et qu'elle arrivera dans quelques heures. Meg et Jo passent la nuit à veiller Beth, priant pour qu'elle se rétablisse. M. Laurence, très inquiet, est venu s'enquérir de l'état de la petite fille. Soudain, Beth, plongée dans une longue torpeur, gémit avant de retomber, comme morte. M. Laurence appelle le médecin qui examine Beth et déclare à Meg et Jo que la fièvre est tombée. Beth est sauvée. Au même moment, Mme March revient. Quelques semaines plus tard, Beth va beaucoup mieux, mais sa santé est restée fragilisée. Amy est rentrée, racontant qu'elle a rédigé un testament pendant son absence. Soudain, M. March fait irruption, introduit par Laurie. Les sœurs se jettent au cou de leur père et Jo se réjouit de voir sa famille enfin réunie. Mais quelques jours plus tard, Meg avoue son amour à John Brooke et les deux jeunes gens se fiancent.
Quelques mois plus tard, Meg épouse M. Brooke et Laurie demande à Jo de l'épouser, mais elle refuse, expliquant qu'elle est mal à l'aise dans la haute société et souhaite consacrer sa vie à l'écriture. Très déçu, Laurie part pour l'Europe et Jo, attristée par la perte apparente de Meg et Laurie, qu'elle considère comme son meilleur ami, déménage à New York pour poursuivre sa carrière. Elle trouve un travail de gouvernante chez la famille Kirke et rencontre M. Bhaer (Rossano Brazzi), le professeur d'allemand des enfants Kirke, qui lui fait découvrir les musées et l'opéra. Bhaer accepte plus tard de lire les histoires de Jo, mais elle est dévastée quand il critique son travail, le rejetant comme sensationnaliste. Fondant en larmes, Jo révèle qu'elle se sent abandonnée par Laurie et blessée que tante March, qui lui avait longtemps promis un voyage en Europe, ait emmené à sa place Amy, désireuse de poursuivre une carrière de peintre. Après avoir consolé Jo, dont il est tombé amoureux, le professeur Bhaer lui conseille d'écrire avec son cœur. Jo décide de rentrer chez elle, car l'état de Beth, restée à la maison, s'est considérablement aggravé. À son retour à la maison maintenant presque vide, Jo apprend que sa bien-aimée Beth est mourante et monte pleurer dans son grenier. Mais Beth lui explique que la famille restera toujours unie, même si l'un de ses membres est parti, et lui dit qu'elle lui manquera, même au Paradis.  
Après la mort de Beth, Jo apaise son chagrin en écrivant un roman intitulé "Ma Beth", qu'elle envoie au professeur Bhaer pour avoir son avis. Plus tard, Meg, désormais mère de jumeaux, informe Jo que Laurie et Amy sont tombés amoureux en Europe et vont se marier. Bien que Jo soit heureuse pour le couple, elle réalise pour la première fois à quel point elle est seule et à quel point elle souhaite être aimée. Quelques semaines plus tard, Laurie et Amy reviennent en tant que mari et femme, et les March célèbrent joyeusement la réunion de famille. Les festivités sont interrompues lorsque le professeur Bhaer arrive avec le roman de Jo, qu'il a fait publier. Cependant, lorsque Laurie répond à la porte, Bhaer suppose à tort que Jo a épousé son ami ; il décline poliment l'invitation de Laurie à se joindre à la fête et s'en va. Mais Jo le rattrape et lui demande ce qu'il a pensé de son roman ; Bhaer lui confie qu'il l'a adoré. Quand il comprend que Jo n'est pas mariée, il lui avoue son amour et lui propose de l'épouser, ajoutant qu'il n'a rien à lui offrir, que "ce cœur plein et ces mains vides". Jo accepte avec joie et répond en lui prenant les mains : "Elles ne sont plus vides maintenant." Tous deux s'embrassent et Jo ramène son futur mari dans la chaleur de la maison, où sa famille les attend.

## Fiche technique
- Titre : Les Quatre Filles du docteur March
- Titre original : Little Women
- Réalisation : Mervyn LeRoy
- Scénario : Victor Heerman, Sarah Y. Mason, Andrew Solt d'après le roman de Louisa May Alcott
- Photographie : Robert H. Planck et Charles Edgar Schoenbaum
- Montage : Ralph E. Winters
- Musique : Adolph Deutsch
- Direction artistique : Cedric Gibbons et Paul Groesse
- Décors : Edwin B. Willis
- Costumes : Walter Plunkett
- Production : Mervyn LeRoy
- Société de production : MGM
- Pays de production :  États-Unis
- Langue originale : anglais
- Format : couleurs (Technicolor) - Ratio : 1,37:1 - Mono (Western Electric Sound System)
- Genre : comédie dramatique
- Durée : 121 minutes
- Date de sortie :
  - États-Unis : 10 mars 1949
- Affiche : Joseph Koutachy (France)

## Distribution
- June Allyson  (VF : Raymonde Reynard) : Josephine "Jo" March
- Janet Leigh : Margareth "Meg" March
- Elizabeth Taylor (VF : Nicole Riche)  : Amy March
- Margaret O'Brien : Elizabeth "Beth" March
- Mary Astor  (VF : Jacqueline Morane) : Abigail "Marmee" March
- Peter Lawford  (VF : Gérard Férat) : Théodore "Laurie" Laurence
- Rossano Brazzi (VF : René Fleur)  : Friedrich Bhaer
- Elizabeth Patterson (VF : Cécile Dylma) : Hannah
- Lucile Watson : Tante March
- C. Aubrey Smith  (VF : Jacques Berlioz) : M. Laurence
- Leon Ames : M. March
- Connie Gilchrist : Mme Kirke
- Harry Davenport : Dr Barnes
- Richard Stapley : John Brooke
- Olin Howland (non crédité) : M. Davis, l'instituteur